# Clarissa Minnie Thompson Allen
Clarissa Minnie Thompson Allen (1 de octubre de 1859 - 23 de noviembre de 1941) fue una educadora y autora estadounidense que escribió historias de ficción sobre familias afroamericanas pudientes del sur de los Estados Unidos.  

## Vida personal
Clarissa Minnie Thompson Allen fue la hija Samuel Benjamin Thompson, delegado de la Convención Constitucional de Carolina del Sur  y de Eliza Henrietta Montgomery, una mujer perteneciente a la alta sociedad. Allen tuvo ocho hermanos con los que compartió su infancia en Columbia, Carolina del Sur, lugar donde nació. Durante su adolescencia, Clarissa asistió al Howard Junior High School y a un instituto preparatorio para maestros, también en Carolina del Sur. Trabajó en tres centros educativos diferentes, incluyendo la Universidad de Allen, donde enseñó asignaturas como álgebra, latín, geología física e historia. Pasados unos años, Clarissa se mudó a Jefferson, Texas, donde ejerció de profesora, al igual que hizo en Ft. Worth, Texas, lugar en el que trabajó para el sistema público de educación.

## Trayectoria profesional
Allen escribió principalmente ficción basada en historias reales de familias afroamericanas adineradas del sur del país. Su obra más famosa fue Treading the Winepress, también conocida como A Mountain of Misfortune. El libro contaba 41 historias sobre dos familias que vivían en "Capitolia", ciudad que estaba inspirada en Columbia. La publicación fue presentada en varios capítulos y su trama incluía triángulos amorosos, asesinatos, femineidad, caridad, y locura. Clarissa también escribió novelas cortas ambientadas en Texas y su poesía fue publicada en periódicos afroamericanos. Algunos críticos consideraron que su trabajo era antirreligioso, concretamente  en lo referente a la Iglesia Episcopal Metodista Africana.